# Louis de Machault d'Arnouville
Louis Charles de Machault d'Arnouville, né à Paris le 29 décembre 1737 et mort à Arnouville le 13 juillet 1820, est un prélat français. Il est évêque d'Amiens de 1774 à 1791, député du clergé aux États généraux de 1789.

## Biographie

### Famille et formation
Né dans la paroisse parisienne de Saint-Nicolas-des-Champs en 1737,, il est le fils aîné de Jean-Baptiste de Machault d'Arnouville, contrôleur général des finances et Garde des sceaux de France de Louis XV, et de Geneviève Louise Rouillé du Coudray (1717-1794).
Il fait des études de droit avant de choisir la carrière ecclésiastique. Tonsuré le 6 mars 1757, il reçoit les ordres mineurs le 11 mars 1758, il est sous-diacre le 31 mars 1759 et diacre le 31 mai 1760 avant d'être ordonné prêtre le 5 juin 1762.

### Évêque d'Amiens
Le 30 novembre 1762, il est choisi comme vicaire général du diocèse d'Amiens par l'évêque Louis-François-Gabriel d'Orléans de La Motte (1695-1774). En février 1771, il devient son coadjuteur. Il lui succède en étant nommé évêque d'Amiens le 17 juin 1774. Surnommé Saint-Jean-l'Aumônier par son prédécesseur, Louis de Machault d'Arnouville est réputé pour sa charité.
Il est élu député du clergé aux États généraux de 1789. Il se signale par ses positions très conservatrices, s'opposant systématiquement aux réformes. Il refuse la Constitution civile du clergé.

### Émigré
Il émigre en 1791, d'abord aux Pays-Bas autrichiens puis en Westphalie. De ce fait, son père, malgré son grand âge, est emprisonné comme suspect en tant que père d'un émigré.
Rentré en France en 1801, il se démet officiellement de ses fonctions épiscopales. Il se retire au château d'Arnouville où il meurt le 13 juillet 1820,. Il est enterré dans la chapelle familiale au cimetière d'Arnouville avec ses frères.

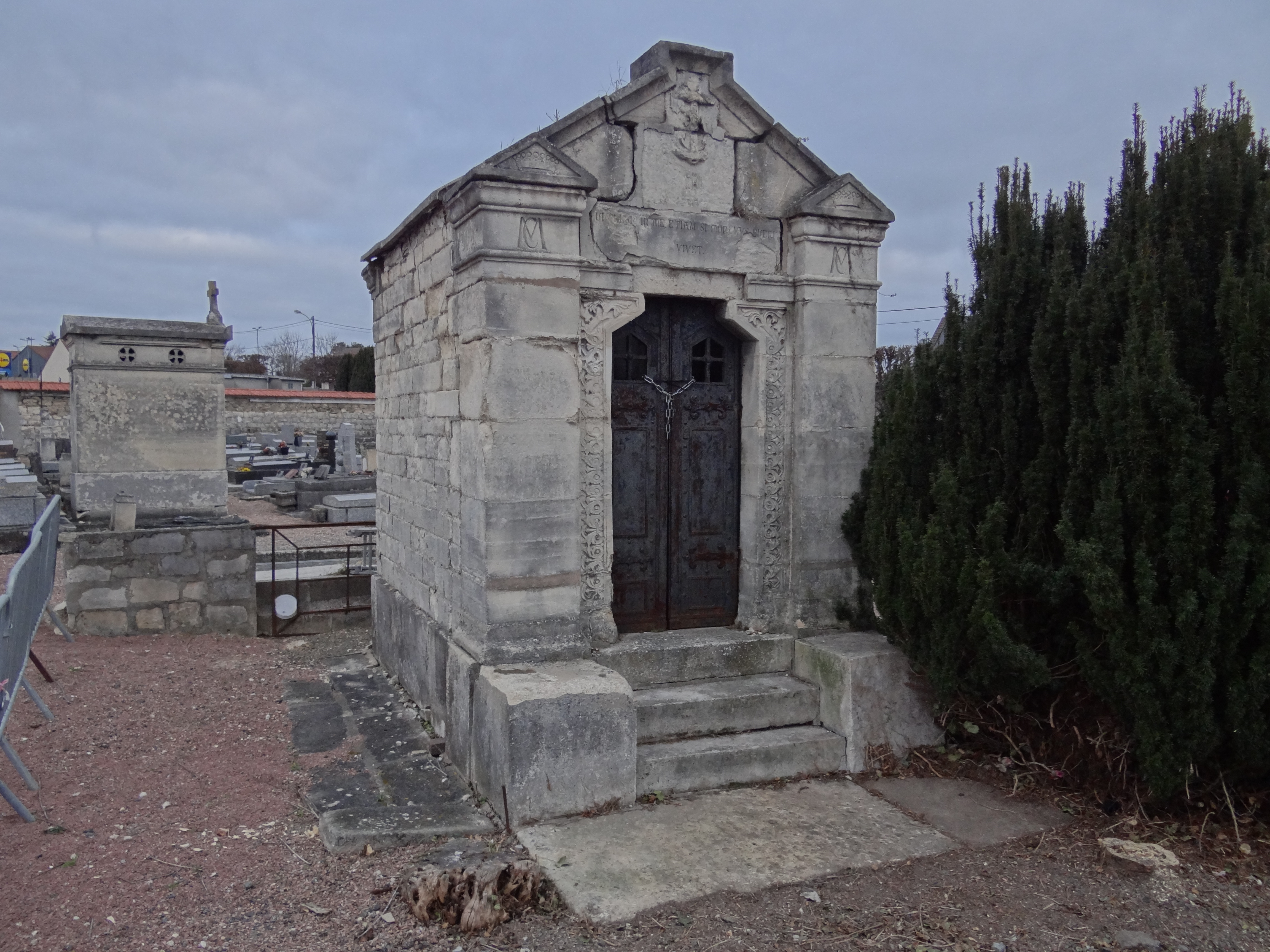
La chapelle de la famille Machault d'Arnouville au cimetière d'Arnouville (Val-d'Oise).